# Apocheiridium chamberlini
Espèce
Apocheiridium chamberlini est une espèce de pseudoscorpions de la famille des Cheiridiidae.

## Distribution
Cette espèce est endémique du Cap-Oriental en Afrique du Sud. Elle se rencontre vers Lovedale.

## Étymologie
Cette espèce est nommée en l'honneur de Joseph Conrad Chamberlin.

## Publication originale
- Godfrey, 1927 : The false-scorpions of Lovedale. South African Outlook, vol. 57, p. 17-18.